# Oceanitidae
Oceanitidae jsou mořští ptáci, jedna ze čtyř čeledí trubkonosých.

## Taxonomie
Oceanitidae tradičně tvořili podčeleď Oceanitinae, která spolu s podčeledí Hydrobatinae tvořili klad (čeleď) Hydrobatidae, do češtiny překládáno jako buřňáčkovití. Oceanitinae představovali ptáky žijící převážně na jižní polokouli, zatímco v Hydrobatinae byli hlavně zástupci ze severní polokoule. Studie DNA z roku 1998 však seznala, že skupina Hydrobatidae je parafyletická, a tudíž nepřirozená čeleď. Původní podčeleď Oceanitinae proto byla vyjmuta z čeledi Hydrobatidae a povýšena na samostatnou čeleď Oceanitidae, pro kterou byl v češtině navržen Názvoslovnou komisí ČSO název „buřníčkovití“.

### Seznam druhů
Mezinárodní ornitologické unie i Clements Checklist k roku 2021 rozeznávají v této čeledi 9 druhů v 5 rodech:
- rod Oceanites
  - Oceanites oceanicus – (buřníček žlutonohý)
  - Oceanites gracilis – (buřníček drobný)
  - Oceanites pincoyae

- rod Garrodia
  - Garrodia nereis – (buřníček šedohřbetý)

- rod Pelagodroma
  - Pelagodroma marina – (buřníček běločelý)

- rod Fregetta
  - Fregetta grallaria – (buřníček bělobřichý)
  - Fregetta tropica – (buřníček černobřichý)
  - Fregetta maoriana – (buřníček chathamský)

- rod Nesofregetta
  - Nesofregetta fuliginosa – (buřníček bělohrdlý)